# Tim Brady
Pour les articles homonymes, voir Brady.
 (avril 2024).
La mise en forme du texte ne suit pas les recommandations de Wikipédia : il faut le « wikifier ».
Les points d'amélioration suivants sont les cas les plus fréquents :
- Les titres sont pré-formatés par le logiciel. Ils ne sont ni en capitales, ni en gras.
- Le texte ne doit pas être écrit en capitales (les noms de famille non plus), ni en gras, ni en italique, ni en « petit »…
- Le gras n'est utilisé que pour surligner le titre de l'article dans l'introduction, une seule fois.
- L'italique est rarement utilisé : mots en langue étrangère, titres d'œuvres, noms de bateaux, etc.
- Les citations ne sont pas en italique mais en corps de texte normal. Elles sont entourées par des guillemets français : « et ».
- Les listes à puces sont à éviter, des paragraphes rédigés étant largement préférés. Les tableaux sont à réserver à la présentation de données structurées (résultats, etc.).
- Les appels de note de bas de page (petits chiffres en exposant, introduits par l'outil «  Source ») sont à placer entre la fin de phrase et le point final[comme ça].
- Les liens internes (vers d'autres articles de Wikipédia) sont à choisir avec parcimonie. Créez des liens vers des articles approfondissant le sujet. Les termes génériques sans rapport avec le sujet sont à éviter, ainsi que les répétitions de liens vers un même terme.
- Les liens externes sont à placer uniquement dans une section « Liens externes », à la fin de l'article. Ces liens sont à choisir avec parcimonie suivant les règles définies. Si un lien sert de source à l'article, son insertion dans le texte est à faire par les notes de bas de page.
- La présentation des références doit suivre les conventions bibliographiques. Il est recommandé d'utiliser les modèles {{Ouvrage}}, {{Chapitre}}, {{Article}}, {{Lien web}} et/ou {{Bibliographie}}. Le mode d'édition visuel peut mettre en forme automatiquement les références.
- Insérer une infobox (cadre d'informations à droite) n'est pas obligatoire pour parachever la mise en page.

Pour une aide détaillée, merci de consulter Aide:Wikification.
Si vous pensez que ces points ont été résolus, vous pouvez retirer ce bandeau et améliorer la mise en forme d'un autre article.
Tim Brady, né le 11 juillet 1956 à Montréal, est un compositeur et guitariste québécois. 
Il compose des pièces de plusieurs styles musicaux, notamment de la musique de chambre, des opéras, de la musique orchestrale, des œuvres électroacoustiques, du jazz, de la musique pour le théâtre et la danse, du rock et de l’improvisation libre. Il est le fondateur et directeur artistique du groupe Bradyworks depuis 1989. Ses pièces sont jouées par plusieurs orchestres et ensembles en Europe, en Australie et en Amérique du Nord, notamment par l’Orchestre symphonique de Montréal. Il reçoit des commandes de plusieurs associations, comme la Société de musique contemporaine du Québec. 
Il se produit dans plusieurs festivals de renommée mondiale comme le Festival de jazz de Montréal et le festival Présences à Paris comme guitariste virtuose.

## Biographie

### Jeunesse et études
Tim Brady commence à jouer de la guitare vers l’âge de 10 ans en autodidacte avec les Beatles comme principale inspiration. Entre 11 et 13 ans, il suit ses premiers cours de guitare, dans lesquels il apprend des chansons folk, pop et rock. À l’âge de 14 ans, il surpasse son enseignante et il reste autodidacte jusqu’à ses 19 ans lorsqu'il découvre le blues, le jazz et la musique classique.
En 1976, il est accepté au baccalauréat en musique de l’Université Concordia à Montréal. Il reçoit son diplôme en 1978 avec une mention honorifique. Il fait ensuite deux ans d’étude de deuxième cycle au New England Conservatory de Boston, enseigné par Mick Goodrick, professeur de guitare jazz. « J’ai été extrêmement impressionné par la qualité des jeunes musiciens et compositeurs américains quand je les ai entendus pour la première fois. », écrit-t-il dans son ouvrage Les confessions d’un autodidacte un peu trop scolarisé. Il complète sa maîtrise en 1980 et reçoit son diplôme avec une autre mention honorifique. 

### Carrière professionnelle
En 1988, il publie son premier album, Visions. Cet album contient des pièces avec la collaboration du trompettiste canadien Kenny Wheeler, dont Visions et Three Duos. L'œuvre au même titre que l’album est sa première composition à titre personnel.
En 1989, Brady fonde l’ensemble Bradyworks dont il est aussi le directeur général et artistique. Durant la même année de sa fondation, le premier projet d’envergure de Bradyworks est la collaboration Inventions avec la compagnie de danse de la chorégraphe Julie West.
Du 25 septembre au 5 octobre 1997, il organise un festival mettant en vedette la guitare électrique totalisant 23 concerts à travers sept villes comme Montréal et New York. Le but de ce festival est de solidifier la place de la guitare électrique dans le répertoire écrit de la musique contemporaine et classique. Lors d’une entrevue avec le journal Le Devoir, il déclare : « Il faut que les gens prennent la peine d ’écouter la guitare électrique comme n ’importe quel autre instrument de musique, qu’ils apprécient sa souplesse, la richesse de son timbre. »
Le 28 octobre 2003, il présente pour la première fois son opéra sur la vie de Norman Bethune, célèbre médecin canadien. L’opéra retrace ce qui s’est passé dans les cinq dernières années de la vie du médecin. L'œuvre est une commande de Radio-Canada et est présentée sur la chaîne culturelle. Dans une entrevue pour le journal Le Soleil, il dit : « j’ai voulu écrire quelque chose pour célébrer le plaisir d’être sur scène, de jouer et de créer. »
En janvier 2004, il reçoit le prix OPUS de compositeur de l’année par le Conseil québécois de la musique. En novembre 2006, il obtient le prix Jan. V. Matejcek par la SOCAN pour l’artiste francophone ayant obtenu le plus de droits d’auteur pour de la musique de concert en 2005.
Entre 2008 et 2013, Brady travaille avec le directeur musical Alain Trudel et l’Orchestre symphonique de Laval en tant que compositeur en résidence dans le but de favoriser la création musicale à l’intérieur de l’orchestre et de la ville de Laval.
Il enseigne la guitare électrique à temps partiel à l’Université Concordia depuis septembre 2014.
Le 24 août 2018, il crée sa pièce Méditation mobile/Calder Variations, accompagné par 12 musiciens lors d’un spectacle collaboratif avec Stéphane Gilot et Sara Létourneau au Lobe, un studio à Vancouver. Sa pièce ne nécessite aucun chef d’orchestre : les musiciens se fient à un chronomètre sur des téléphones intelligents. Le public est dispersé dans la pièce à travers les musiciens : « Ce n’est pas les artistes d’un côté et le public de l’autre. Tout le monde est mis ensemble dans l’espace. »

## Discographie

### Disques produits par la maison de disquesJustin Time Records[1]
- 1988 - Visions
- 1990 - Double Variations
- 1991 - Inventions
- 1992 - Imaginary Guitars
- 1994 - Scenarios
- 1996 - Revolutionary Songs
- 1997 - Strange Attractors
- 2000 - 10 Collaborations

### Disques produits par la maison de disquesAmbiances Magnétiques
- 2002 - Twenty Quarter Inch Jacks
- 2003 - Unison Rituals
- 2004 - Playing Guitar: Symphony #1
- 2005 - Three Cities in the Life of Dr. Normane Bethune
- 2006 - GO [guitar obsession]
- 2007 - SCAT (because we all have voices and stories to tell)
- 2009 - MY 20th CENTURY
- 2010 - 24 Frames: Trance
- 2011 - 24 Frames: Scatter

### Autres disques
- 2013 - Atacama: Symphonie #3 (ATMA Classique)
- 2015 - The How and the Why of Memory: Tim Brady et Symphony Nova Scotia (Centrediscs)
- 2016 - Of Sound, Mind and Body: Concert #3: Le Gesù (Redshift Records)
- 2016 - Instruments of Happiness: electric guitar quartet (Starkland Records)
- 2018 - Nouveau quatuor à cordes Orford: Par quatre chemins (ATMA Classique)
- 2018 - Music For Large Ensemble (Starkland Records)
- 2019 - The Happiness Handbook (Starkland Records)
- 2022 - Slow, Quiet Music in Search of Electric Happiness (Redshift Records)
- 2023 - Symphony in 18 Parts for solo electric guitar (Starkland Records)

## Prix et distinctions
- 2002-2003: Gagnant du prix Opus[7] pour le compositeur de l’année.
- 2011-2012 : Gagnant du prix Opus pour la création de l’année.
- 2012-2013 : Gagnant du prix Opus pour le disque de l’année - musique actuelle, électroacoustique
- 2015-2016 : Gagnant du prix Opus pour le concert de l’année - musique actuelle, électroacoustique
- 2016 : Gagnant du East Coast Music Awards pour le meilleur enregistrement de musique classique de l'année.
- 2018-2019 : Gagnant du Prix Opus pour l’album de l’année - musique actuelle/électroacoustique.